# 대니얼 제임스
대니얼 오언 제임스(영어: Daniel Owen James, 1997년 11월 10일 ~ )는 잉글랜드 출생 웨일스의 축구 선수로 현재 잉글랜드 프리미어리그의 풀럼에서 윙어로 활동 중이다.

## 선수 경력

### 클럽
2016년 스완지 시티 U-23팀에서 데뷔하여 공식전 4경기를 소화하며 2016-17 프리미어 2부 리그 우승, 2016-17년 프리미어리그컵 우승을 맛본 뒤 2017-18 시즌 성인팀에 합류한 이후 39경기 6골을 기록하며 2018-19년 FA컵 8강 진출에 일조했다.
그 후 2019년 6월 6일 206억원의 이적료에 잉글랜드 프리미어리그의 명문 구단인 맨체스터 유나이티드와 입단 계약을 체결한 뒤 2021년 8월까지 공식전 74경기 9골로 프리미어리그 2019-20 3위, 2019-20년 FA컵 4강, EFL컵 4강, 프리미어리그 2020-21 준우승, 2020-21년 UEFA 유로파리그 준우승 등의 성적에 관여했으며 2019년 8월에는 맨유에서 선정한 이달의 선수상에 이름을 올렸다.
그리고 2021-22 시즌이 한참 진행 중이던 2021년 8월 31일 481억원의 이적료에 같은 프리미어리그팀인 리즈 유나이티드로 이적 후 토트넘 홋스퍼와의 프리미어리그 2021-22 12라운드 경기에서 첫 경기를 치렀다.

### 국가대표팀
2017년 웨일스 U-20 대표팀 소속으로 툴롱 대회에 참가하였고 이후 2018년 11월 웨일스 A대표팀 소속으로 알바니아와의 친선 경기에서 국제 A매치 데뷔전을 치렀으며 2019년 3월 24일 슬로바키아와의 UEFA 유로 2020 예선 E조 1차전에서 A매치 데뷔골을 터뜨렸다.
그리고 코로나19 범유행으로 1년 연기된 UEFA 유로 2020 본선에서 4경기를 소화했으나 팀은 16강전에서 북유럽의 강호 덴마크에 0-4로 대패하며 2회 연속 8강 진출에 실패했다.

## 수상

### 클럽
스완지 시티 (U-23)
- 프리미어 2부 리그 : 우승 (2016-17)
- 프리미어컵 : 우승 (2016-17)

 맨체스터 유나이티드
- 프리미어리그 : 준우승 (2020-21)
- UEFA 유로파리그 : 준우승 (2020-21)

### 개인
- 스완지 시티 올해 최고의 신인상 : 2018-19
- 스완지 시티 커뮤니티 챔피언 : 2018-19
- 맨체스터 유나이티드 이달의 선수상 : 2019년 8월